# C57BL/6

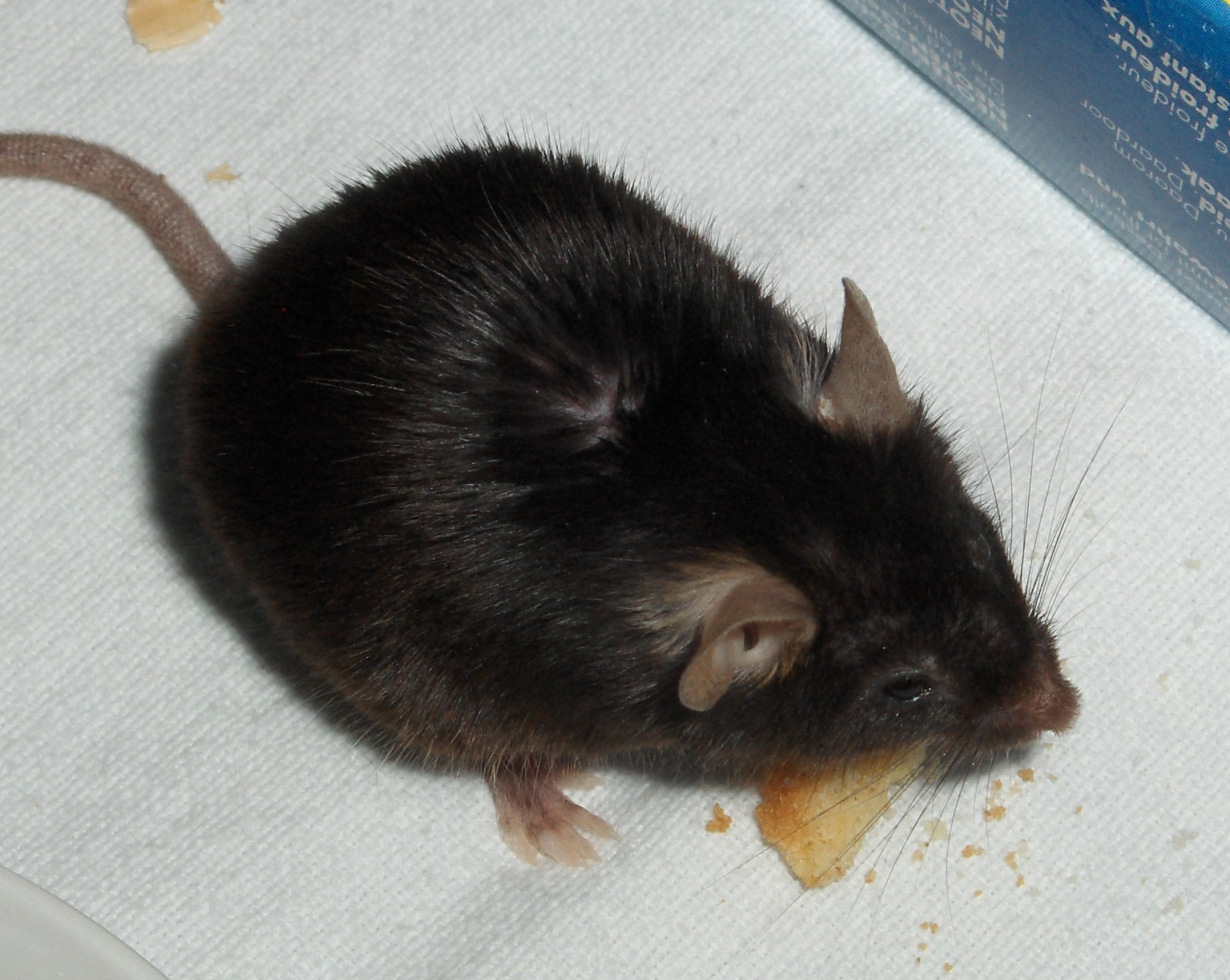
22주 암컷 C57BL/6

C57BL/6 또는 C57블랙6(C57 black 6)는 근친계교배를 한 연구용 생쥐 계통이다. 주로 인간의 유전적 질병의 원인 및 분석을 위해 모형을 사용된다. 유사유전자형 생쥐이고, 쉽게 번식하며, 건장하기 때문에 제일 많이 사용되는 생쥐 계통이다.